# Olympische Winterspiele 1928/Eisschnelllauf – 500 m (Männer)
Das 500-Meter-Rennen im Eisschnelllauf der Männer bei den Olympischen Winterspielen 1928 fand am 13. Februar 1928 statt. Der Finne Clas Thunberg und der Norweger Bernt Evensen liefen beide mit 43,3 Sekunden olympische Bestzeit und erhielten beide die Goldmedaille. Aufgrund dessen wurde keine Silbermedaille vergeben. Auch der US-Amerikaner John Farrell, Roald Larsen aus Norwegen und Jaakko Friman aus Finnland liefen alle die gleiche Zeit und wurden deshalb alle mit einer Bronzemedaille ausgezeichnet.

## Ergebnisse
| Rang | Land               | Athlet                 | Zeit (s) |
| ---- | ------------------ | ---------------------- | -------- |
| 1    | Finnland           | Clas Thunberg          | 43,4 OR  |
| 1    | Norwegen           | Bernt Evensen          | 43,4 OR  |
| 3    | Vereinigte Staaten | John Farrell           | 43,6     |
| 3    | Norwegen           | Roald Larsen           | 43,6     |
| 3    | Finnland           | Jaakko Friman          | 43,6     |
| 6    | Norwegen           | Håkon Pedersen         | 43,8     |
| 7    | Kanada             | Charles Gorman         | 43,9     |
| 8    | Finnland           | Bertel Backman         | 44,4     |
| 9    | Norwegen           | Oskar Olsen            | 44,7     |
| 10   | Vereinigte Staaten | Eddie Murphy           | 44,9     |
| 11   | Finnland           | Toivo Ovaska           | 45,2     |
| 11   | Kanada             | Willy Logan            | 45,2     |
| 11   | Vereinigte Staaten | Irving Jaffee          | 45,2     |
| 14   | Kanada             | Ross Robinson          | 45,9     |
| 15   | Estland            | Christfried Burmeister | 46,2     |
| 16   | Lettland           | Alberts Rumba          | 46,3     |
| 17   | Vereinigte Staaten | Valentine Bialas       | 46,5     |
| 18   | Österreich         | Fritz Moser            | 46,7     |
| 19   | Ungarn             | Zoltán Eötvös          | 46,8     |
| 20   | Deutsches Reich    | Fritz Jungblut         | 47,2     |
| 21   | Österreich         | Otto Polacsek          | 47,5     |
| 22   | Estland            | Aleksander Mitt        | 47,7     |
| 23   | Schweden           | Gustaf Andersson       | 47,9     |
| 24   | Deutsches Reich    | Erhard Mayke           | 49,1     |
| 24   | Österreich         | Rudolf Riedl           | 49,1     |
| 26   | Frankreich         | Léonhard Quaglia       | 49,5     |
| 27   | Niederlande        | Siem Heiden            | 49,9     |
| 28   | Frankreich         | Charles Thaon          | 50,1     |
| 28   | Litauen            | Kęstutis Bulota        | 50,1     |
| 30   | Großbritannien     | Frederick Dix          | 53,4     |
| 31   | Großbritannien     | Leonard Stewart        | 54,8     |
| 32   | Großbritannien     | Cyril Horn             | 54,9     |
| 33   | Niederlande        | Wim Kos                | 56,2     |